# Ernesto Monte
Ernesto Monte (Jundiaí, 20 de setembro de 1899 - Bauru, 4 de novembro de 1950) foi um ferroviário, vendedor e empresário. Como político ocupou os cargos de deputado estadual e prefeito de Bauru.

## Biografia
Filho de portugueses, Ernesto Monte trabalhou nos escritórios da Companhia Paulista de Estradas de Ferro e na Noroeste do Brasil (NOB).
Foi prefeito de Bauru, designado, por nove dias, de 11 de julho a 19 de julho de 1929, entre os mandatos dos prefeitos eleitos José Gomes Duarte e Eduardo Vergueiro de Lorena, e, novamente designado, por seis meses, de 5 de abril a 27 de outubro de 1930, entre os mandados dos prefeitos eleitos Eduardo Vergueiro de Lorena, de quem era vice-prefeito, e Antonio Golçalves Fraga. Foi novamente prefeito nomeado, de 7 de junho de 1938 a 24 de março de 1947, entre os mandatos do prefeito eleito João Braulio Ferras e o prefeito nomeado Rafael Oberdã de Nicola.
Foi responsável pela construção da primeira estação de tratamento de água da cidade, uma obra que recebeu um aporte de 7 milhões de contos do então governador de São Paulo, Ademar de Barros.